# Derflice
Derflice (německy Dörflitz) jsou malá vesnice a část okresního města Znojmo. Nachází se asi 8,5 kilometru jihovýchodně od Znojma. Derflice jsou také název katastrálního území o rozloze 3,37 km².

## Název
Vesnice existovala už ve středověku, ale její tehdejší jméno je neznámé. V polovině 15. století byla ves opuštěna a její místo získalo jméno Dörflin – Víska. Po roce 1751 byla vesnice obnovena a podle jiných (německých) jmen získalo její jméno příponu -s (Dörflins), která se později změnila v -itz. Z tvaru Dörflitz bylo v 19. století odvozeno české Derflice.

## Přírodní poměry
Vesnice stojí v Dyjsko-svrateckém úvalu. Severovýchodně od ní se nachází přírodní památka Kamenná hora u Derflic.

## Pamětihodnosti
Na návsi stávala velká mešní kaple Neposkvrněného Početí Panny Marie z počátku 19. století (vystavěna roku 1804, rozšířena 1839). V letech 1908 a 1930 byla renovována, ale už v polovině padesátých let dvacátého století byla ve špatném stavu, a roku 1960 byla zbořena. Nově byla na návsi postavena menší kaplička Panny Marie – dřevěný přístřešek s uměleckými kovářskými prvky, zvonem ve věžičce a částečně opracovaným kamenem jako oltářem. Nápis ji datuje do 28. září 2008.